# Teichwasserläufer
Der Teichwasserläufer (Tringa stagnatilis) ist eine Art aus der Familie der Schnepfenvögel. Er ist ein Brutvogel in den Waldsteppen- und Steppenzonen sowie den südlichen Waldzonen von Osteuropa und dem Karpatenbecken Ungarns bis nach Zentralsibirien und kommt lokal auch in Ostasien vor. In Mitteleuropa ist er gelegentlich ein Gastvogel. Sehr selten brütet er im Osten Österreichs, Ungarn, der Slowakei und in Polen. Für Deutschland wurde eine erfolgreiche Brut erstmals 2012 nachgewiesen.

## Merkmale

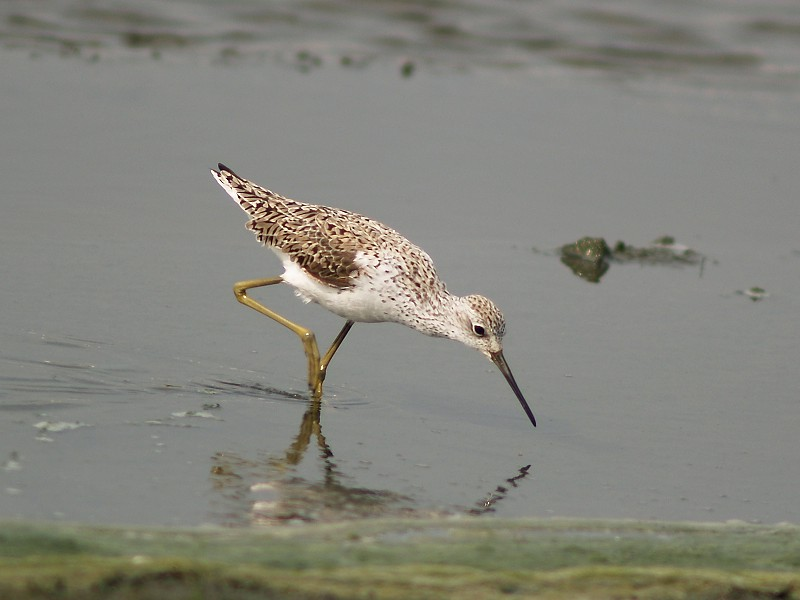

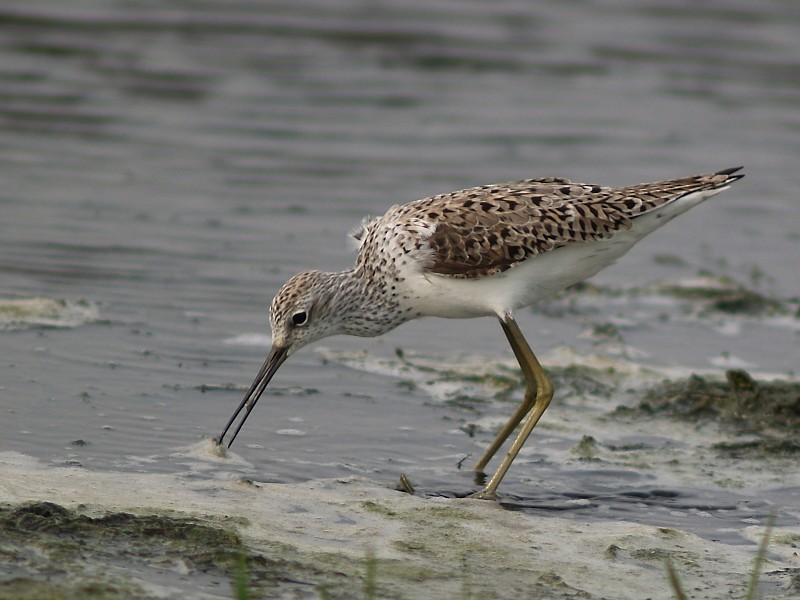

Der Teichwasserläufer erreicht eine Körperlänge von 22 bis 24 Zentimetern und hat einen auffallend schlanken, langen und geraden Schnabel und sehr lange, dürre gelbliche Beine. Er ähnelt in der Körpergröße dem Bruchwasserläufer, er ist jedoch deutlich langbeiniger und wirkt dadurch auf den Menschen eleganter.
Im Prachtkleid hat der Teichwasserläufer eine cremefarbene oder rosagraue Körperoberseite, die markant braungrau und schwarz gefleckt ist. Auch die Brust ist dicht schwarz gefleckt, die Flanken dagegen tragen schwarze Winkelzeichen. Die Stirn, die Wangen und der Überaugenstreif sind weißlich mit einer undeutlichen und feinen Strichelung. Beim Schlichtkleid ist die Oberseite grau, die Unterseite weiß und der Kopf und der Hals weißlich. Jungvögel sind von den adulten Teichwasserläufer durch ihre braune Körperoberseite mit rahmfarbenen Flecken zu unterscheiden.
Im Flug sind die dunklen Flügel, der lange weiße Rückenkeil und die überstehenden Beine zu sehen.

## Vorkommen

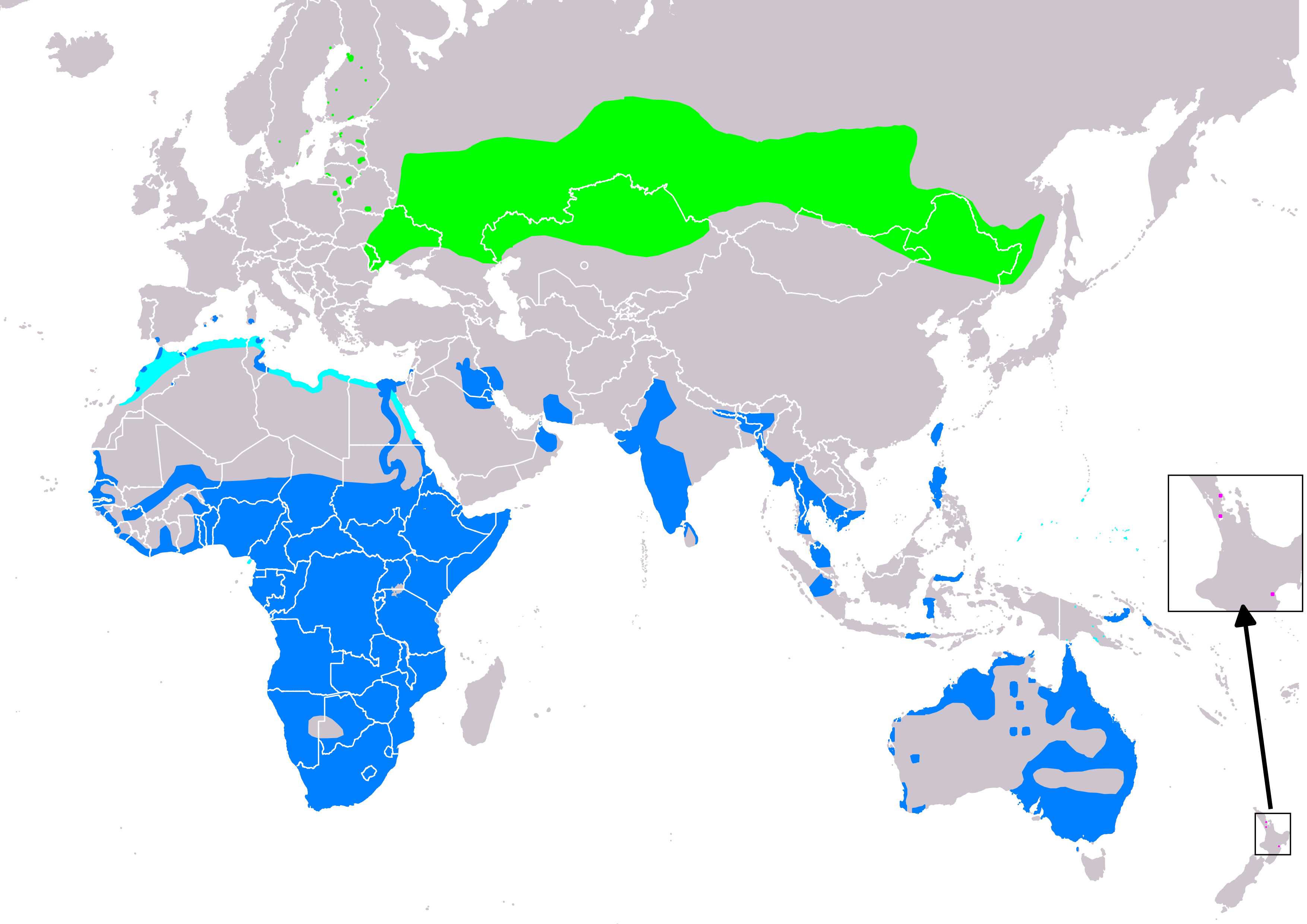
Verbreitungsgebiete des Teichwasserläufers:
Brutgebiete
Migration
Überwinterungsgebiete
Streifzüge (Saisonalität unsicher)

Das Brutareal des Teichwasserläufer erstreckt sich von Bulgarien und Rumänien über die Ukraine und Krim bis nach Westsibirien und das Transbaikalgebiet. Vermutlich erstreckt sich das Verbreitungsgebiet bis zum Ussuri. Die Überwinterungsquartiere liegen in Afrika südlich der Sahara und in Südasien bis nach Vietnam, Indonesien und Australien. Westeurasische Brutvögel überwintern vereinzelt auch im Osten des Mittelmeerraums, im Süden Iraks und Irans sowie auf der arabischen Halbinsel. Die wichtigste Überwinterungsregion ist jedoch Ostafrika, wo der Teichwasserläufer einer der häufigsten Watvögel an den Seen des Großen Afrikanischen Grabenbruchs ist. International als Rastplatz bedeutsam sowie beispielsweise der Turkana-See und der Manyara-See in Kenia beziehungsweise Tansania sowie die Salzmarschen von Ulcinj in Montenegro.  Im südlichen Afrika ist besonders das Okavangodelta bedeutsam. Als Irrgast wird der Teichwasserläufer auch in Madagaskar und auf den Seychellen beobachtet.
Der Teichwasserläufer ist ein Langstreckenzieher, der in breiter Front zieht. Als wichtige Station der Zugroute gilt das Schwarze Meer, der Aralsee, die Kaspisregion und der Nahe Osten.
Der Lebensraum des Teichwasserläufers sind offene Feuchtgebiete des Tieflands. Meist brütet er an Flüssen, Seen oder Teichen. Auf dem Zug und im Winterquartier hält er sich an sumpfigen Teich- und Seeufern auf sowie in Reisfeldern und gelegentlich auch in Bracklagunen und Salzpfannen. Er meidet gewöhnlich offene Küsten.

## Nahrung
Im seichten Wasser und im Schlamm sucht er nach Insekten, Mollusken, Crustaceen und ähnlich kleinen Beutetieren. Landlebende Insekten werden von ihm nur selten gelegentlich gefressen. Er pickt Beute sowohl von der Wasseroberfläche, vom Schlamm oder der Vegetation ab. Gelegentlich kann er auch dabei beobachtet werden, wie er nach Beutetieren stochert. Grundsätzlich ist er während der Nahrungssuche sehr lebhaft und vollführt häufig kurze Sprints, um nach einem Beutetier zu schnappen. Er hält sich gelegentlich in der Nähe größerer Vögel wie etwa Enten und Reiher auf, um nach den Beutetieren zu haschen, die durch diese vom Gewässergrund aufgescheucht werden. Außerhalb der Brutzeit ist sucht er häufig in der Nähe seiner Artgenossen nach Nahrung oder ist mit anderen Limicolen – darunter vor allem dem Grünschenkel vergesellschaftet.

## Fortpflanzung

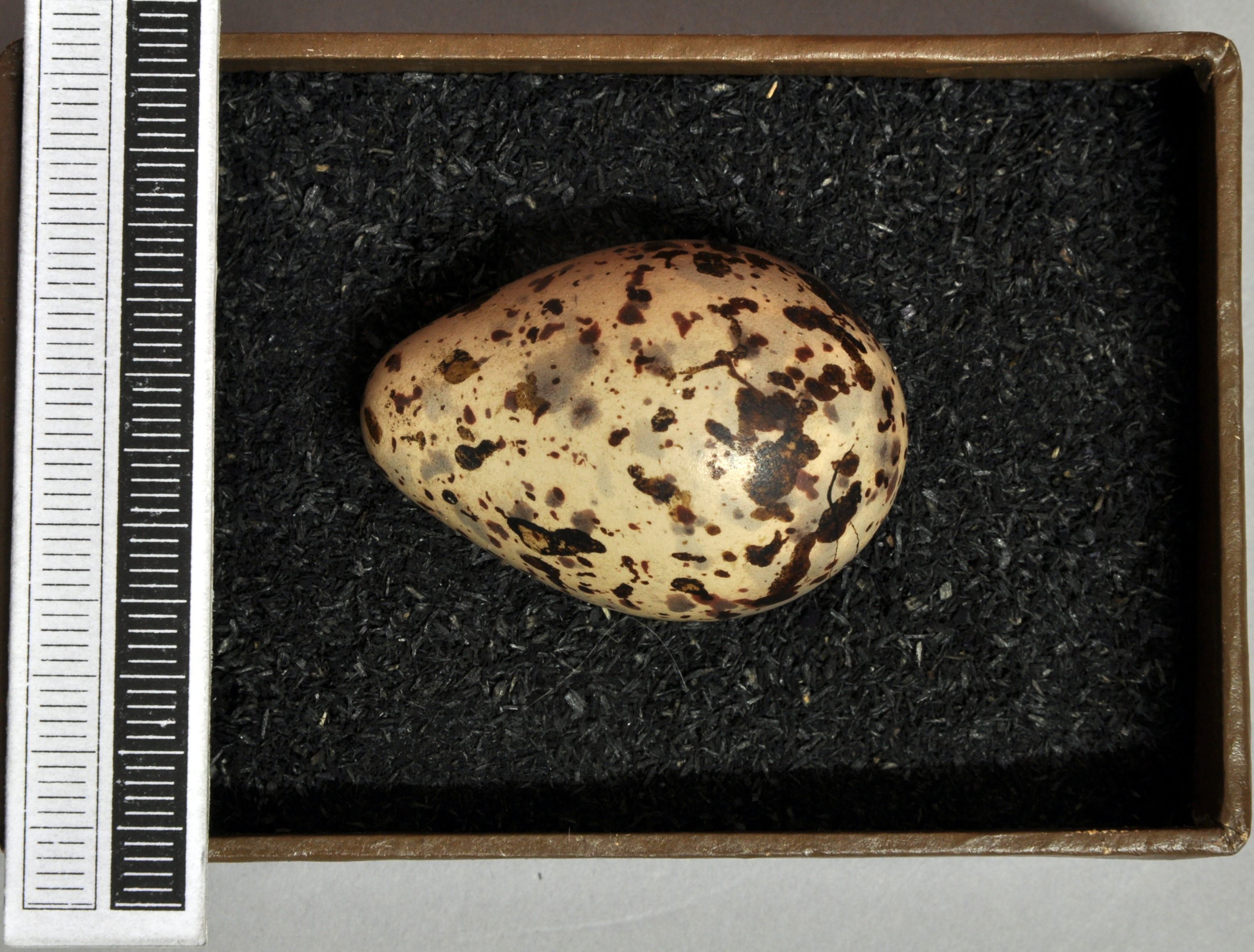
Ei, Sammlung Museum Wiesbaden

Teichwasserläufer erreichen ihre Geschlechtsreife im ersten oder zweiten Lebensjahr. Das Nest wird auf dem Boden errichtet und ist eine flache Mulde. Es wird nur sehr spärlich mit ein paar Grashalmen ausgelegt. Teichwasserläufer brüten mitunter in sehr lockeren Kolonien und legen ihre Nester gewöhnlich nahe dem Wasser oder auf feuchtem Untergrund an. Der Legebeginn ist Mai und weiter im Nordosten auch Juni. Die Gelege bestehen in der Regel aus vier Eiern.

## Bestand

### Bestandsentwicklung und aktueller Bestand
Bis ins 19. Jahrhundert gab es im Osten Mitteleuropas noch regelmäßige Brutvorkommen, die aber durch Verfolgung und vermutlich auch Lebensraumverlust bis zur Hälfte des 20. Jahrhunderts alle erloschen. Erst in jüngster Zeit gibt es eine erneute Ausbreitung in Mitteleuropa. Gesicherte Brutnachweise gibt es für das Narew-Gebiet und Biebrza in Polen. Der Bestand an Brutpaaren wird zu Beginn des 21. Jahrhunderts jedoch auf nicht mehr als drei bis fünf Brutpaare geschätzt. In Ungarn gibt es durch eine Ausdehnung künstlicher Flachwasserbereiche auf Grund der Anlage von Fischteichen und Reisfeldern eine Zunahme übersommernder Vögel.
Der gesamte europäische Brutbestand wird zu Beginn des 21. Jahrhunderts auf 12.000 bis 32.000 Brutpaare geschätzt. Sie kommen fast ausschließlich im europäischen Teil Russlands vor. Sehr kleine Bestände gibt es in Finnland, Rumänien, Ukraine, Litauen, Lettland, Weißrussland.

### Bestandsprognose
Der Teichwasserläufer gilt als eine der Arten, die vom Klimawandel besonders betroffen sein wird. Ein Forschungsteam, das im Auftrag der britischen Umweltbehörde und der RSPB die zukünftige Verbreitungsentwicklung von europäischen Brutvögeln auf Basis von Klimamodellen untersuchte, geht davon aus, dass bis zum Ende des 21. Jahrhunderts das Verbreitungsgebiet des Teichwasserläufers erheblich schrumpfen und sich weiter nach Nordosten verschieben wird. Heutiges und prognostiziertes Verbreitungsgebiet überlappen sich kaum.

## Belege

### Einzelbelege
1. ↑   Bauer et al., S. 503
2. ↑  gm/dpa: Neuer Brutvogel in Deutschland: Erster Teichwasserläufer brütet in Deutschland. In: Focus Online. 5. Juli 2012, abgerufen am 14. Oktober 2018.
3. ↑   Delany et al., S. 325
4. ↑   Delany et al., S. 329
5. ↑   Colston et al., S. 193
6. ↑   Colston et al., S. 194
7. ↑   Bauer et al., S. 505
8. ↑   Bauer et al., S. 504
9. ↑   Bauer et al., S. 504
10. ↑   Brian Huntley, Rhys E. Green, Yvonne C. Collingham, Stephen G. Willis: A Climatic Atlas of European Breeding Birds, Durham University, The RSPB and Lynx Editions, Barcelona 2007, ISBN 978-84-96553-14-9, S. 197